# Harangozó Sándor
Harangozó Sándor (Szeged, 1913. március 6. – Budapest, 1981. július 1.) magyar válogatott labdarúgó. Eredeti neve Koretz Sándor, beceneve Huru.

## Pályafutása

### Labdarúgóként
Szegeden, ismerkedett meg a labdarúgással. 1933–1934 között az FK LAFC Lučenec (szlovák), 1934–1936 között a Bohemians AFK Vršovice. 1936–tól a Szeged FC, 1941–ben Weisz-Manfréd Torna Klubban, majd 1941–1946 között a Szegedi AK balösszekötője. Az első csepeli WMFC játékos, aki válogatott meghívást kapott. Egy alkalommal lehetett a Magyar labdarúgó-válogatott játékosa.
108 év legjobb szegedi labdarúgójának szavazásán 100, a sportban szaktekintélynek számító személyiség Top 10-es listáját figyelembe véve. a megnevezett 30 focista között a 25. helyen szerepel.

## Statisztika

### Mérkőzése a válogatottban
| Magyarország | Magyarország    | Magyarország              | Magyarország | Magyarország | Magyarország | Magyarország | Magyarország | Magyarország |
| #            | Dátum           | Helyszín                  | Hazai        | Eredmény     | Vendég       | Kiírás       | Gólok        | Esemény      |
| ------------ | --------------- | ------------------------- | ------------ | ------------ | ------------ | ------------ | ------------ | ------------ |
| 1.           | 1940. május 19. | Budapest, Üllői úti pálya | Magyarország | 2 – 0        | Románia      | barátságos   | -            |              |
|              | Összesen        |                           |              | 1            | mérkőzés     |              | 0            | gól          |